# Знаменка (Черниговская область)
Зна́менка (укр. Знам'янка) — село в Прилукском районе Черниговской области Украины. Население — 476 человек. Занимает площадь 2,799 км².
Код КОАТУУ: 7424183401. Почтовый индекс: 17561. Телефонный код: +380 4637.

## География
Расстояние до районного центра:Прилуки : (27 км.), до областного центра:Чернигов ( 109 км. ),  до столицы:Киев ( 107 км. ), до аэропортов:Борисполь (84 км.). Ближайшие населенные пункты: Зарудка 2 км, Погребы и Пологи 4 км.

## Власть
Орган местного самоуправления — Знаменский сельский совет. Почтовый адрес: 17561, Черниговская обл., Прилукский р-н, с. Знаменка, ул. Покровская, 7.

## Галерея
- Здание сельской рады
- Типичный вид села